# Tournoi féminin du Brésil de rugby à sept
Le Tournoi féminin du Brésil de rugby à sept (officiellement en anglais : São Paulo Women's Sevens) est une compétition de rugby à sept, qui se déroule au Brésil dans le cadre du World Rugby Women's Sevens Series.
Organisées de 2014 à 2016, les trois éditions du tournoi se jouent à Barueri, dans la région de São Paulo.

## Histoire
Dans le cadre de la deuxième édition des Women's Sevens World Series, pendant la saison 2013-2014 (en), le tournoi brésilien est ajouté en tant que l'une des deux nouvelles étapes du tournoi mondial. Organisé à l'Arena Barueri de Barueri, dans l'État de São Paulo, sa création a pour objectif de mettre en valeur le développement du rugby à sept féminin à travers le monde, ainsi que de soutenir la politique de développement de l'International Rugby Board dans les marchés émergents, plus particulièrement dans ce cas de figure en développant l'intérêt du public brésilien. Également, il permet de préparer d'une part la Fédération brésilienne de rugby à organiser des compétitions internationales, d'autre part les Jeux olympiques de 2016 de Rio de Janeiro, qui doivent se dérouler deux ans plus tard et verront l'introduction du rugby à sept en tant qu'épreuve olympique.
À l'approche de l'échéance olympique, l'organisation de la compétition sur le territoire brésilien est reconduite en 2015, et en 2016.
L'équipe nationale brésilienne est quant à elle automatiquement invitée parmi les participants à ce tournoi de São Paulo, afin d'améliorer sa compétitivité en vue des épreuves olympiques auxquelles elle participera en tant que pays hôte. Elle se classe ainsi en 2015 et 2016 dans le tableau de la Cup, soit parmi les huit premières équipes du tournoi.
Une fois les Jeux olympiques organisés, le Brésil ne figure plus parmi les pays organisateurs des Women's Sevens World Series.
Pour les trois éditions, le tournoi est parrainé par la banque brésilienne Bradesco,.

## Identité visuelle

Évolution du logo
Logo de l'édition 2014.
Logo des éditions 2015 et 2016.

## Palmarès
| Date                  | Stade                  | Cup              | Cup     | Cup              | Plate      | Bowl       |
| Date                  | Stade                  | Vainqueur        | Score   | Finaliste        | Vainqueur  | Vainqueur  |
| --------------------- | ---------------------- | ---------------- | ------- | ---------------- | ---------- | ---------- |
| 21 au 22 février 2014 | Arena Barueri, Barueri | Australie        | 24 - 12 | Nouvelle-Zélande | Espagne    | États-Unis |
| 7 au 8 février 2015   | Arena Barueri, Barueri | Nouvelle-Zélande | 17 - 10 | Australie        | Angleterre | Fidji      |
| 20 au 21 février 2016 | Arena Barueri, Barueri | Australie        | 29 - 0  | Canada           | France     | Russie     |

## Stades
Durant son histoire, le tournoi du Brésil a été organisé dans un seul stade, l'Arena Barueri.

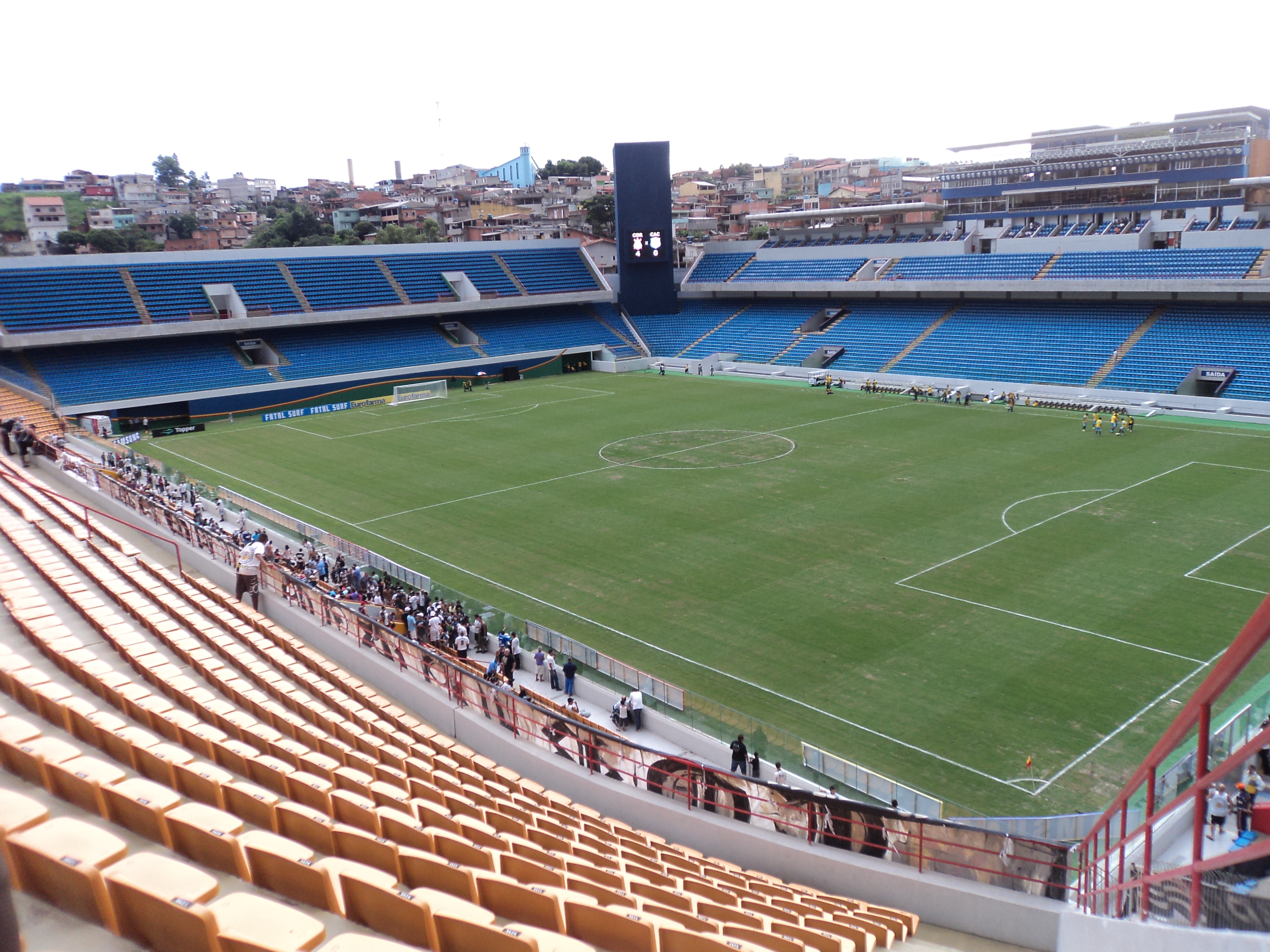
De 2014 à 2016 : Arena Barueri de Barueri.